# Centralna Szkoła Podoficerów Korpusu Ochrony Pogranicza

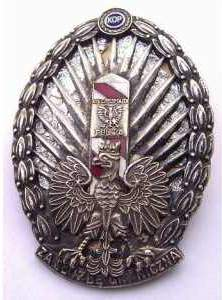
Odznaka KOP

Centralna Szkoła Podoficerów Korpusu Ochrony Pogranicza (CSP KOP) – szkoła podoficerska Korpusu Ochrony Pogranicza w latach 1930–1939, w twierdzy Osowiec.

## Batalion Szkolny KOP 1928–1930
Specyficzne uwarunkowania społeczno-polityczne na kresach wschodnich II Rzeczypospolitej, a szczególnie kwestionowanie delimitacji granicy ustalonej traktatem ryskim przez ZSRR oraz działalność sowieckich służb specjalnych i litewskich nacjonalistów spowodowało potrzebę utworzenia w 1924 specjalnej formacji wojskowej jako systemowego rozwiązania problemu ochrony pogranicza na czasu pokoju. 12 września 1924 Minister Spraw Wojskowych gen. Władysław Sikorski wydał rozkaz o utworzeniu Korpusu Ochrony Pogranicza, a 17 września Sztab Generalny WP pod kierunkiem gen. dyw. Stanisława Hallera opracował instrukcję określającą strukturę formacji w której uwzględniono system szkolenia kadr w brygadach na potrzeby KOP–u.

W 1928 w Korpusie rozpoczęto prace nad doskonaleniem struktur organizacyjnych, w wyniku których powołano Batalion Szkolny KOP, a na miejsce postoju wyznaczono teren kompleksu Fortu III (Szwedzkiego) w dawnej twierdzy carskiej w Osowcu. Dowódca Korpusu Ochrony Pogranicza przydzielił Batalionowi szkolnemu: budynki koszarowe nr IV, nr X g, budynek administracyjny nr XI, połowę budynku nr V, połowę magazynów sklepionych nr 1 g, stajnię nr 10/S oraz kazamaty mieszkalne w Forcie nr II (Zarzecznym). Pozostałe tereny fortu III zajmował III batalion 42 pułk piechoty i pododdziały 9 pułku strzelców konnych z Grajewa.
25 lipca 1928 do Osowca przybył kpt. Stefan Świda z 7 batalionu KOP z poleceniem zabezpieczenia logistycznego batalionu szkolnego. Formowanie kadr rozpoczęto 19 sierpnia 1928, a zakończono na początku 1929. 28 sierpnia 1928 dowódca KOP wydał rozkaz wykonawczy, w którym to oficjalnie powołał Batalion Szkolny Korpusu Ochrony Pogranicza. Szkoła powstała na bazie kadr (instruktorów) dotychczasowych szkół podoficerskich niezawodowych istniejących przy brygadach KOP (2, 3, 4 i 5) oraz kadry Szkoły podoficerów zawodowych piechoty w Ostrogu. Celem szkolenia było: doskonalenie umiejętności podoficerów zawodowych KOP–u, zapewnienie samowystarczalności korpusu pod względem uzupełniania podoficerów zawodowych ze służby nadterminowej oraz szkolenie szeregowych żołnierzy niezawodowych służby czynnej.

Dowódca batalionu, zgodnie z rozkazem wykonawczym, w sprawach personalnych, dyscyplinarnych i szkoleniowych podlegał bezpośrednio dowódcy KOP–u, natomiast jako komendant garnizonu podporządkowany był dowódcy Okręgu Korpusu Nr III w Grodnie.
Dla potrzeb batalionu rekruta szkolił I batalion piechoty 2 ppLeg ze Staszowa.
Organizacja i obsada personalna Batalionu Szkolnego KOP na dzień 30 kwietnia 1929 roku:

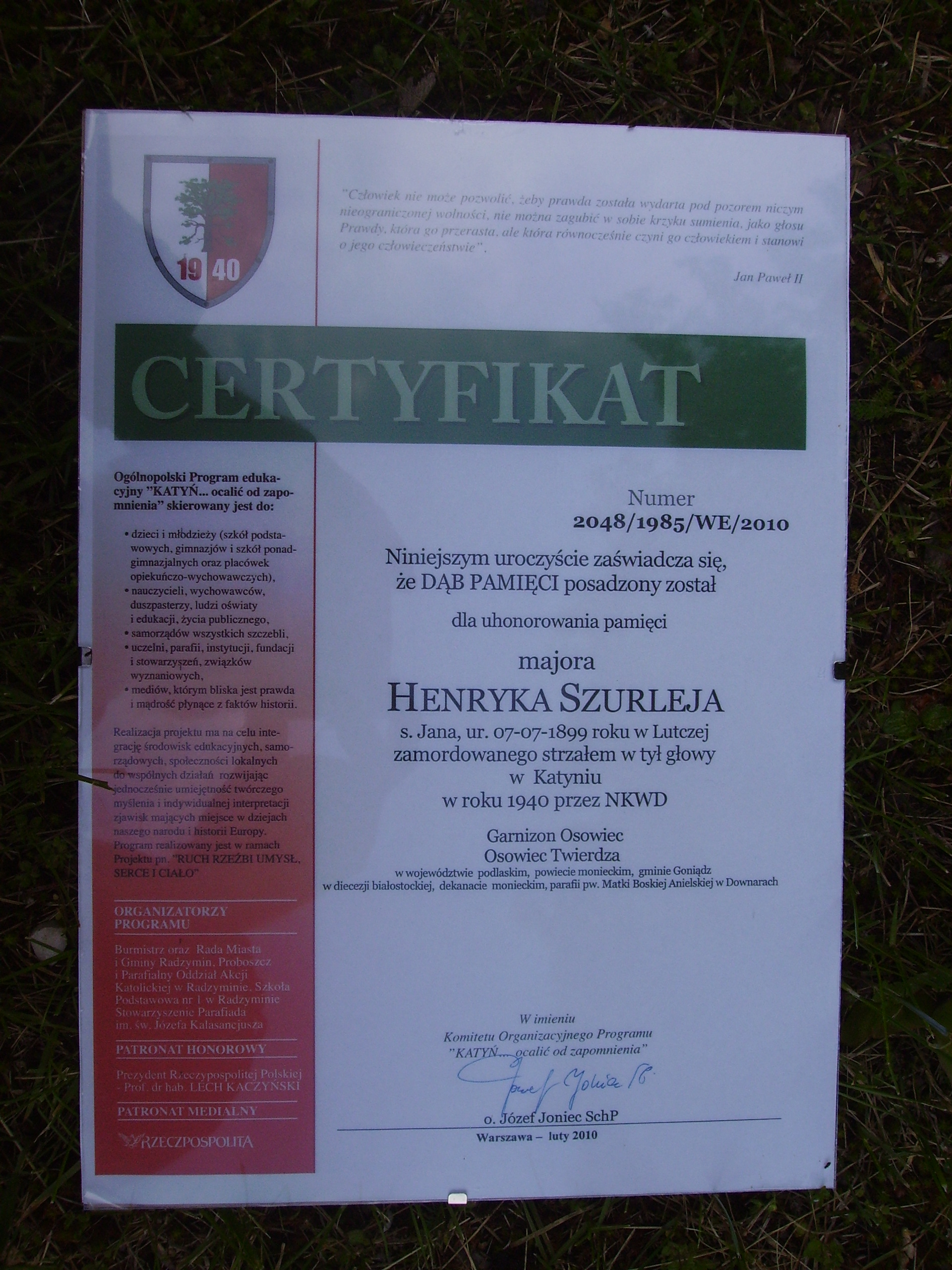
Certyfikat Parafiady upamiętniający śmierć mjr Henryka Szurleja

- dowódca batalionu – ppłk dypl. Marian Porwit
- zastępca dowódcy – kpt. Stefan Świda
- adiutant – kpt. Stanisław Nowicki
- lekarz – kpt. dr lek. Wacław Siwiński
- instruktor oświaty – kpt. Zenon Lipiński
- instruktor wychowania fizycznego – por. Józef Witkowiak
- kwatermistrz – mjr Mieczysław Bętkowski
  - płatnik – por. Henryk Szurlej († zamordowany 1940 r. w Katyniu)
  - oficer administracyjno–gospodarczy – por. Henryk Szmerdt
  - oficer żywnościowy – por. Józef Strycki
  - oficer materiałowy – por. Adolf Kowarsz
- dowódca 1 kompanii doskonalenia podoficerów zawodowych – kpt. Mieczysław Bero
- dowódca 2 kompanii doskonalenia podoficerów zawodowych – kpt. Zygmunt Cwenarski
- dowódca 3 kompanii – kpt. Władysław Gorczyca (szkolenie podoficerów niezawodowych)
- dowódca 4 kompanii – por. Aleksander Moyzes (szkolenie podoficerów niezawodowych)
- dowódca 5 kompanii – kpt. Henryk Skaczyła (szkolenie podoficerów niezawodowych)

## Centralna Szkoła Podoficerów KOP 1930–1939
W dniu 28 lutego 1930 roku dowódca KOP, gen. bryg. Stanisława Tessaro rozkazem Nr 8/30 pkt. 12 przemianował Batalion Szkolny KOP na Centralną Szkołę Podoficerów Korpusu Ochrony Pogranicza. Wskutek reorganizacji zlikwidowano dwie istniejące kompanie strzeleckie oraz sformowano kompanię szkolną studencką (specjalistów) i drugą kompanię szkolną karabinów maszynowych. Po reorganizacji Szkoła składała się z: komendy szkoły, dwóch kompanii szkolnych strzeleckich, kompanii szkolnej strzeleckiej (specjalistów), dwóch kompanii szkolnych karabinów maszynowych, kompanii szkolnej podoficerów zawodowych piechoty.
Obsada personalna komendy Centralnej Szkoły Podoficerów KOP na dzień 27 listopada 1930 r. obejmowała następujące stanowiska:
- komendant szkoły – mjr Bronisław Laliczyński
- zastępca komendanta – mjr Józef Synoś († zamordowany 1940 r. w Katyniu)
- adiutant szkoły – por. Józef Joniga
- instruktor wyszkolenia strzeleckiego – kpt. Zygmunt Cwenarski
- instruktor oświatowy – kpt. Zygmunt Lipiński
- instruktor terenoznawstwa – por. Tadeusz Byszewski
- instruktor służby łączności – por. Józef Strycki
- instruktor wych.–fiz. – por. Józef Witkowiak
- kwatermistrz – kpt. Stefan Świda
  - oficer materiałowy – por. Adolf Kowarsz
  - dowódca kompanii administracyjnej – por. Aleksander Moyzes.

Rozkaz wykonawczy dowódcy KOP–u określał, że personel instruktorski szkoły musi spełniać specjalne wymogi; posiadać wysokie kwalifikacje moralne i fizyczne, mieć ukończone odpowiednie szkoły podoficerskie z co najmniej oceną dobrą, posiadać wykształcenie ogólne umożliwiające im pełnienie funkcji wychowawców. Zgodnie z rozkazem o reorganizacji kadrę instruktorską zasilili dodatkowo podoficerowie zawodowi specjaliści z zakresu łączności i sanitariusze. Kadra oficerska do szkoły wyznaczana była imiennym rozkazem i również podlegała odpowiedniej klasyfikacji. Preferowani byli oficerowie, którzy pracowali w wyszkoleniu, a ponadto posiadali ukończone kursy; broni towarzyszącej danej specjalności, broni gazowej oraz z zakresu przygotowania sportowego. Dodatkowym czynnikiem umożliwiającym przeniesienie był stan kawalerski ze względu na brak pomieszczeń mieszkalnych dla rodzin.
W szkole niezależnie od specjalności około 55% czasu było przeznaczono na szkolenia specjalistyczne, 25% na szkolenia ogólnowojskowe i 20% na dokształcanie ogólne w zakresie pełnej szkoły podstawowej. Zakres szkolenia uczniów obejmował szkolenie specjalistyczne oraz dodatkowo poszerzone szkolenie w zakresie; organizacji sił zbrojnych, nauki o Polsce, wyszkolenia pionierskiego, służby wywiadowczej, wyszkolenia w służbie łączności, terenoznawstwa, pracy oświatowej, higieny, zasad administracji, powinności podoficera. W czas pobytu w szkole bez względu na stopień wojskowy podoficerowie – uczniowie byli podwładnymi podoficerów instruktorów, co prowadziło do sytuacji, „Panie kapralu, uczeń plutonowy Nowak – melduje, że...”.
Organizacja CSPodof. KOP oraz jej obsada personalna przed wybuchem II wojny światowej w 1939 roku przedstawiała się następująco:
- komendant – ppłk. Tadeusz Tabaczyński[a].
- zastępca komendanta – mjr Stanisław X Nowicki[b].
- adiutant szkoły – kpt. Karol Janiurek[c].
- lekarz – kpt. lek. Janusz Kryłowski
- oficer saperów – por. Tadeusz Jacyna[d].
- oficer oświatowy – ppor. rez. Terlikowski
- kwatermistrz – kpt. Stanisław Bargielski
  - oficer płatnik – kpt. Feliks Cebula
  - oficer żywnościowy – por. Janusz Kuszycki
  - kompania administracyjna – dowódca kpt. Witalis Karbaum

1 Kompania Szkolna
- dowódca – kpt. Edward Łaski[e].
- młodszy oficer – por. Władysław Glinka
- młodszy oficer – por. Heronim Chalamoński

Kompania prowadziła w ciągu roku dwa sześciomiesięczne kursy: przeszkolenia podoficerów zawodowych i przeszkolenia podoficerów nadterminowych – kandydatów na podoficerów zawodowych.
2 Kompania Szkolna
- dowódca – kpt. Kazimierz Sternal
- młodszy oficer – por. Jan Sadowski
- młodszy oficer – por. Ewald Migula
- młodszy oficer – por. Władysław Grzegorzewski

Kompania prowadziła roczny kurs dla podoficerów niezawodowych.
3 Kompania Szkolna
- dowódca – kpt. Jan II Konopka[f].
- młodszy oficer – por. Stanisław Sokołowski
- młodszy oficer – por. Bronisław Zastawny
- młodszy oficer – por. Pakuła

Kompania prowadziła roczny kurs dla podoficerów niezawodowych.
Kompania Szkolna Karabinów Maszynowych
- dowódca – kpt.Antoni Kogut[g].
- młodszy oficer – por. Kazimierz Nejranowski
- młodszy oficer – por. Wacław Sobociński
- młodszy oficer – por. Wierdak

Kompania prowadziła równocześnie roczny kurs dla podoficerów niezawodowych ckm oraz dwa kursy półroczne ckm dla podoficerów niezawodowych.
Kompania Szkolna Łączności
- dowódca – kpt. łącz. Tadeusz Jankowski[h] † 1940 Charków)
- młodszy oficer – por. Tadeusz Burdziński
- młodszy oficer – por. Jodko

Kompania prowadziła równocześnie roczny kurs oraz dwa półroczne kursy dla podoficerów niezawodowych łączności.
Ponadto komendantowi szkoły podporządkowany został Dywizjon Artylerii Lekkiej KOP „Osowiec”.

## Promocje
Przybycie uczniów do CSPodof. KOP odbywało się na wniosek dowódcy brygady zatwierdzony przez dowódcę korpusu. Komendant szkoły dokonywał podziału na kompanie biorąc pod uwagę, aby pododdziały otrzymały jednakowych żołnierzy pod względem fizycznym i umysłowym. Zakończenie każdego kursu odbywało się uroczyście i składało się z: Mszy św., defilady, przemówienia wyższych przełożonych oraz wręczenia aktu ukończenia kursu w świetlicy batalionowej. Zgodnie z Regulaminu Wewnętrznego Batalionu Szkolnego, a później CSPodof. KOP dowódca każdemu kursowi (promocji) podoficerów nadawał własną nazwę nawiązującą do określonych osób lub symbolicznych wydarzeń. Uczniowie szkoły obchodzili dwa święta szkolne: dla kursu wiosennego – 3 maja, a dla kursu jesiennego – 11 listopada.
Liczba uczniów, która była przeszkolona w zakresie służby granicznej kształtowała się w zależności od potrzeb batalionów, kompanii i strażnic.

27 sierpnia 1928 r. przybyło 98 żołnierzy na pierwszy kurs podoficerów niezawodowych jako elewi:
- 19 szeregowych – z 8 batalionu z m. Stołpce,
- 20 szeregowych – z 9 batalionu z m. Kleck,
- 20 szeregowych – z 19 batalionu z m. Słobódka,
- 19 szeregowych – z 20 batalionu z m. Nowe Święciany,
- 20 szeregowych – z 27 batalionu z m. Snów.

Pierwszy kurs podoficerów niezawodowych został zakończony 20 grudnia 1928 r. Najlepszym uczniem został: szer. Henryk Górski z batalionu Stołpce. Drugą lokatę zajął kpr. ndt. Edward Ucher z batalionu Nowe Święciany. Trzecią lokatę zajął st. szer. ndt. Zygmunt Rosiński z batalionu Snów. Z dniem 21 grudnia 1928 r. dowódca Batalionu Szkolnego za uzyskanie wysokich wyników podczas szkolenia awansował do stopnia: kaprala – 12 starszych szeregowych, starszego szeregowego – 64 szeregowych, ale 8 uczniów nie ukończyło kursu.

W dniu 21 stycznia 1929 r. uruchomiony został następny kurs (drugi) dla podoficerów niezawodowych, na który stawiło się 231 szeregowych. Ze względów na osiąganie niskich wyników w pierwszym okresie szkolenia zostało odesłanych do macierzystych batalionów 57 szeregowych. Najlepszymi uczniami okazali się: st. szer. Antoni Ludwig, st. szer. Józef Dysza (obaj z 4 batalionu) oraz st. szer. ndt. Józef Rubiniak (28 batalion z m. Wołożyn).
Kursy półroczne
- 1 promocja podoficerów niezawodowych im. „płk Cypriana Godebskiego” (27.VIII.1928 – 21. XII.1928)
- 1 promocja podoficerów zawodowych (12.XI.1928 – 3.V.1929)
- 2 promocja podoficerów niezawodowych im. „22 stycznia” (21.I.1929 – 16.VI.1929)
- 2 promocja podoficerów zawodowych im. „gen. Józefa Sowińskiego” (– 12.I.1930)
- 4 promocja podoficerów niezawodowych im. „gen. Józefa Chłopickiego” (– 19.VIII.1930)
- 5 promocja podoficerów niezawodowych (IX.1930 – II.1931)

Kursy roczne
- 4 promocja (18.III.37 – 10.III.38)

## Mobilizacja alarmowa w sierpniu 1939
W dniach 24–26 sierpnia 1939, zgodnie z planem mobilizacyjnym „W”, szkoła w czasie mobilizacji alarmowej, sformowała następujące oddziały:
- 135 Rezerwowy Pułk Piechoty pod dowództwem ppłk. Tadeusza Tabaczyńskiego
- II dywizjon 32 Pułku Artylerii Lekkiej pod dowództwem mjr. Jana Walaska
- 3 kompanię 32 Batalionu Wartowniczego
- Szefostwo Fortyfikacji „Osowiec”
- Dowództwo Grupy Fortyfikacyjnej Nr 35

## Dowódcy Batalionu Szkolnego KOP i komendanci CSP KOP
- mjr/ppłk dypl. Marian Porwit (17 X 1928 – 22 I 1930)
- mjr/ppłk piech. Bronisław Laliczyński (22 I 1930 – 1933)
- ppłk piech. Józef Kalandyk (1935 – IX 1938)
- ppłk dypl. Tadeusz Tabaczyński (IX 1938 – VIII 1939)

## Tradycje
28 stycznia 2015 roku podsekretarz stanu Maciej Jankowski, działając z upoważnienia Ministra Obrony Narodowej ustalił, że Skład Osowiec przejmuje i z honorem kultywuje dziedzictwo tradycji:
Batalionu Szkolnego Korpusu Ochrony Pogranicza w Osowcu (1928–1930),
Centralnej Szkoły Podoficerów Korpusu Ochrony Pogranicza (1930–1939)
oraz nadał Składowi imię pułkownika dyplomowanego Mariana Porwita